# 納齊克湖
38°51′20″N 42°17′12″E / 38.855547°N 42.286783°E

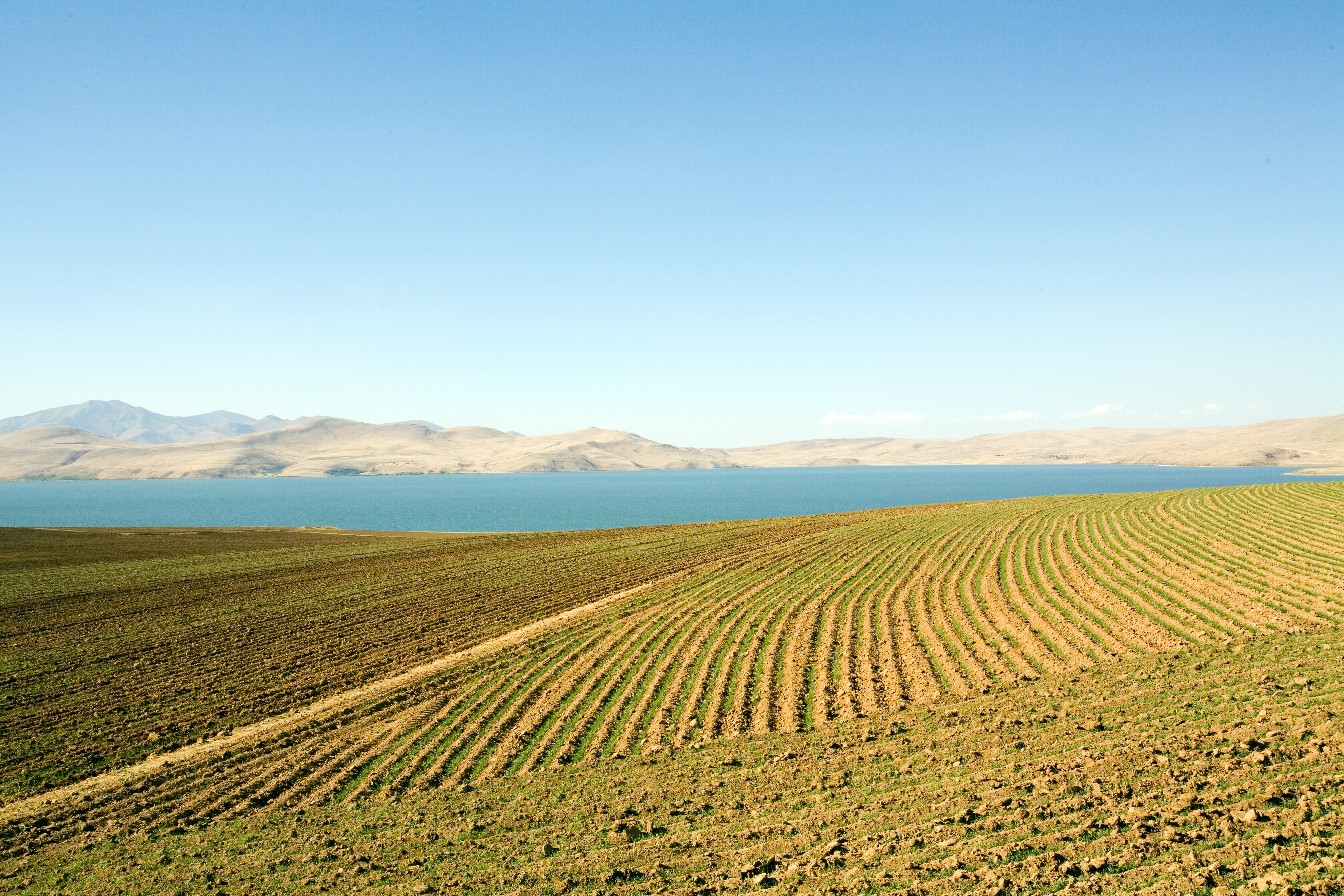
納齊克湖

納齊克湖（土耳其語：Nazik Gölü）是土耳其的湖泊，位於該國東南部亞美尼亞高原，處於內姆魯特火山北部，長11.5公里、寬7公里，面積44.5平方公里，海拔高度1,876米，最大水深50米。

## 外部連結
- Sports Activities （页面存档备份，存于） at the Republic of Turkey Ministry of Culture and Tourism Site